# Liceo emblemático

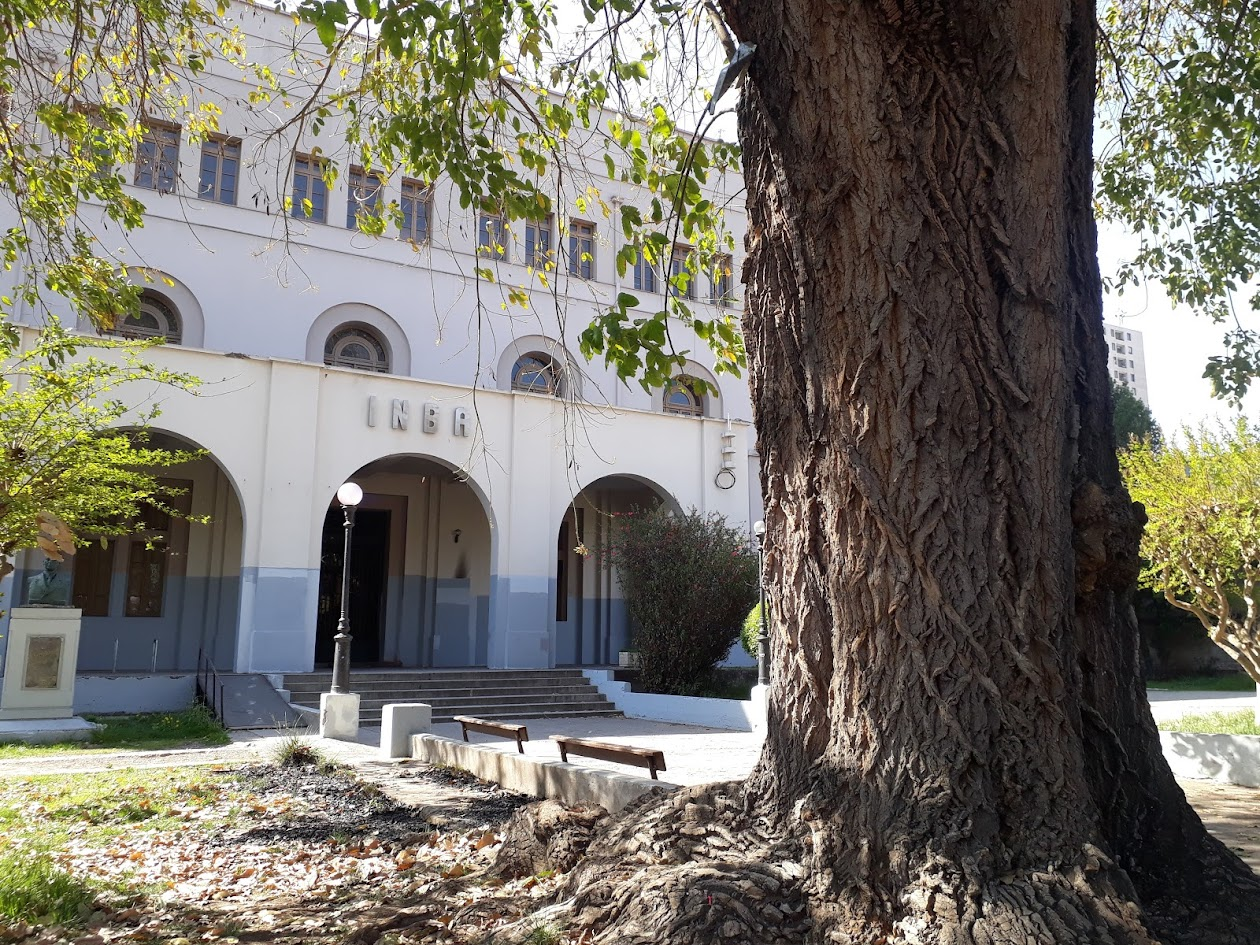
Internado Nacional Barros Arana.

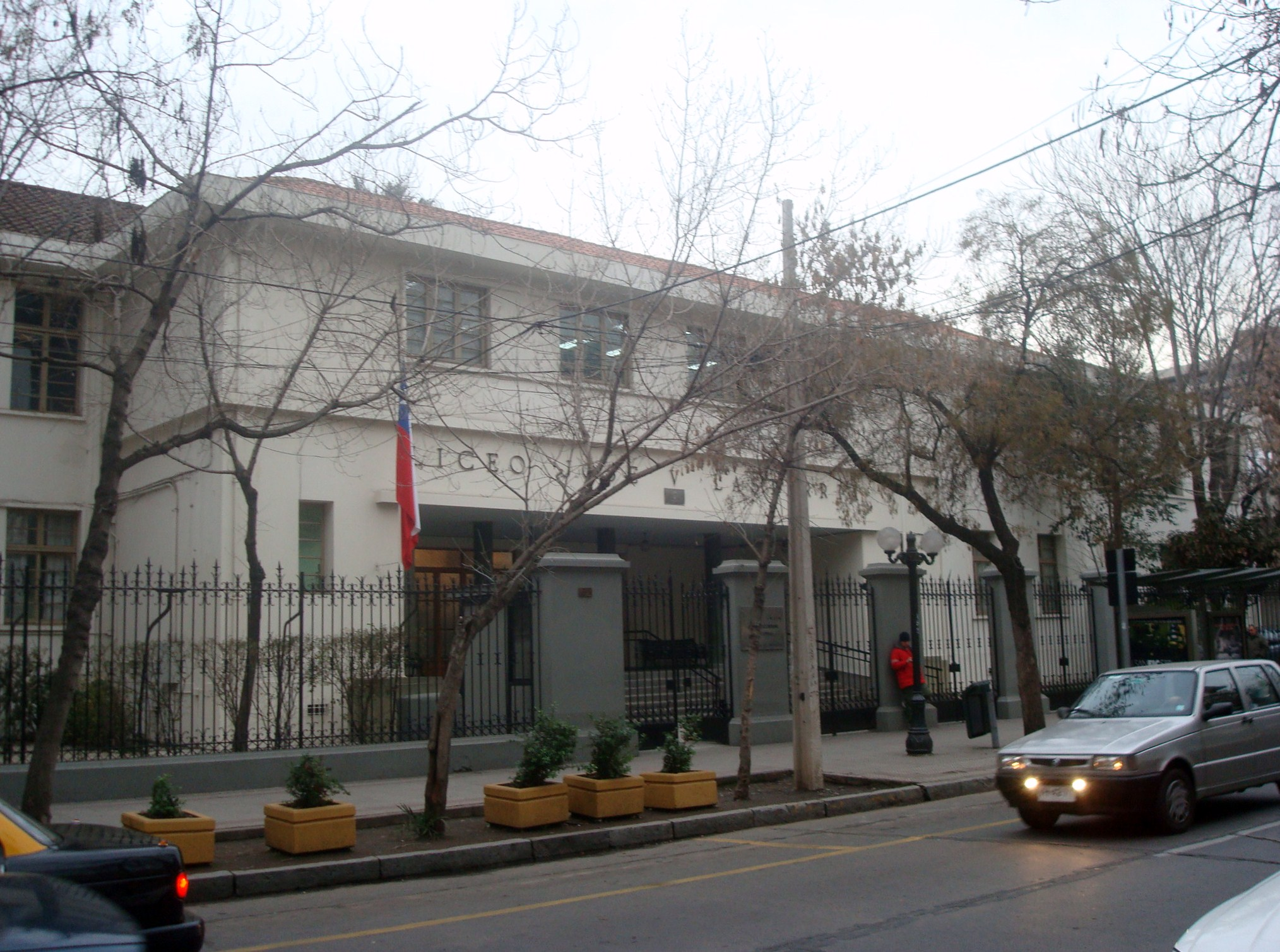
Liceo José Victorino Lastarria.

«Liceo emblemático» es una nomenclatura usada en Chile para referirse a un colegio público que reúna excelencia académica, tradición y prestigio. Reconocidos por poseer proyectos educativos extensos y contundentes, están entre los mejores liceos municipales del país, generalmente guardan un sentido republicano y promueven la movilidad social.
Estos liceos se tienen una matrícula numerosa y obtienen buenos resultados en el Sistema de Medición de la Calidad de la Educación y en la Prueba de Transición Universitaria.

## Historia
Desde la fundación del Instituto Nacional y el Liceo de Aplicación, ambos establecimientos decidieron seguir unidos por un lazo, y aquel lazo fue autodenominarse e incluirse en el grupo de «liceos emblemáticos». Fueron los dos primeros y los más importantes en Chile, al cual se fueron integrando a la lista diversos liceos que cumplían los requisitos de excelencia, prestigio y tradición. El Instituto de Señoritas de Santiago (Liceo N.º1 Javiera Carrera) y el Internado Nacional Barros Arana, fueron algunos de los más antiguos que se adhirieron a este lazo.

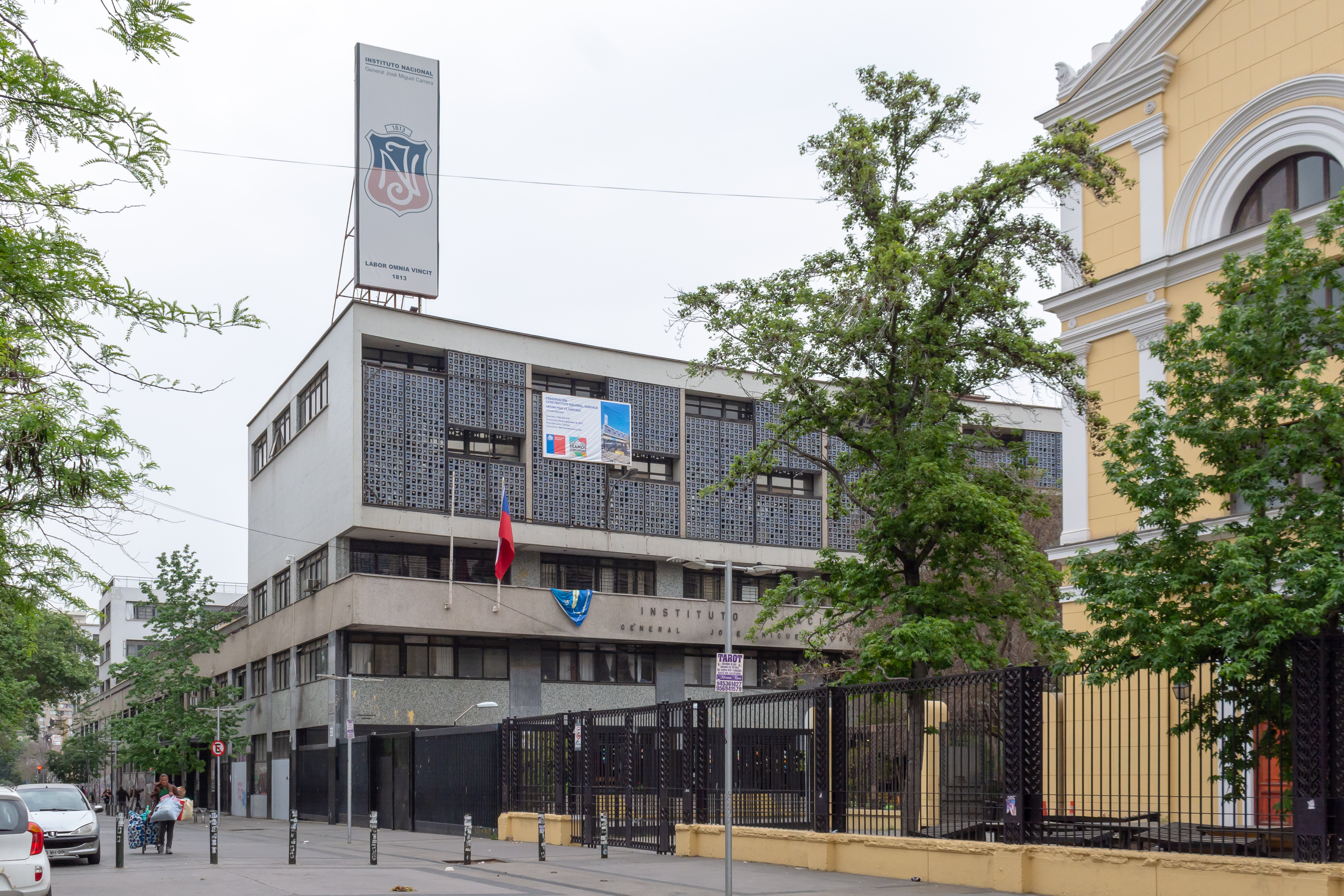
Instituto Nacional José Miguel Carrera

En los últimos años a raíz de las constantes movilizaciones se ha manifestado un clima de violencia en los alrededores de estos liceos, sumado a esto una baja considerable en los resultados de PSU, SIMCE y convivencia social, lo cual ha provocado una disminución en postulaciones y matrículas.

## Lista
La siguiente lista incluye algunos establecimientos considerados como «emblemáticos»:
| Establecimiento                                | Fundación |
| ---------------------------------------------- | --------- |
| Instituto Nacional General José Miguel Carrera | 1813      |
| Liceo Gregorio Cordovez                        | 1821      |
| Liceo Miguel Luis Amunátegui                   | 1890      |
| Liceo de Aplicación                            | 1892      |
| Liceo 1 Javiera Carrera                        | 1894      |
| Internado Nacional Barros Arana                | 1902      |
| Liceo Manuel Barros Borgoño                    | 1902      |
| Liceo José Victorino Lastarria                 | 1913      |
| Liceo 4 Isaura Dinator                         | 1919      |
| Liceo 7 Teresa Prats de Sarratea               | 1921      |
| Liceo Miguel de Cervantes y Saavedra           | 1933      |
| Liceo 7 Luisa Saavedra de González             | 1942      |
| Liceo Darío Salas                              | 1947      |
| Liceo Arturo Alessandri Palma                  | 1952      |
| Liceo Carmela Carvajal de Prat                 | 1961      |
| Liceo Tajamar de Providencia                   | 1971      |
| Colegio República de Siria                     | 1938      |
| Liceo Augusto d'Halmar                         | 1963      |